# Emmi Parviainen
Emmi Sofia Katariina Parviainen (* 8. November 1985 in Helsinki) ist eine finnische Schauspielerin.

## Leben
Emmi Parviainen kommt aus einer Schauspielerfamilie und ist bereits die vierte Generation, die sich der Schauspielerei verschrieben hat. Ihr Vater ist der Dramaturg Jussi Parviainen und ihre Mutter die Schauspielerin Sanna-Kaisa Palo. Ihre Großmutter mütterlicherseits war die Schauspielerin Ritva Valkama, die wiederum die Tochter der Schauspieler Reino Valkama und Irja Nissinen war. Ihr Großvater war der Schauspieler Pertti Palo, der wiederum der Sohn der Schauspieler Sylvi und Tauno Palo war. Ihr Großonkel ist der Schauspieler Esko Salminen. Sie studierte an der Theaterakademie Helsinki und erhielt 2013 ihren Masterabschluss in Theaterwissenschaften.
Als Kinderdarstellerin debütierte sie 1994 in der Abenteuerkomödie Esa ja Vesa – auringonlaskun ratsastajat. Von 2004 bis 2007 wirkte sie in 309 Folgen der Fernsehserie Salatut elämät mit. Für ihre Darstellung der Mitzi in der von Jenni Toivoniemi inszenierten Komödie Gesellschaftsspiele  wurde sie 2021 mit einer Nominierung für den Jussi als Beste Hauptdarstellerin bedacht. Bereits 2015 wurde sie bei den European Shooting Stars ausgezeichnet.
Parviainen ist seit 2015 Mutter eines Kindes.

## Filmografie
- 1994: Esa ja Vesa – auringonlaskun ratsastajat
- 2004–2007: Salatut elämät (Fernsehserie, 309 Folgen)
- 2013: Silmäterä
- 2015: Nurses (Syke, Fernsehserie, eine Folge)
- 2016: Liebe zu verkaufen (Onnenonkija)
- 2019: Shadow Lines (Nyrkki, Fernsehserie, 18 Folgen)
- 2020: Gesellschaftsspiele (Seurapeli)
- 2020: Viimeiset